# 武康公主
武康公主（?—?），中国南北朝南朝齐公主，父亲齐武帝。
武康公主在嫁給了徐孝嗣的儿子徐演。徐孝嗣是刘宋孝武帝刘骏的驸马，在南齐官至尚书令。徐演官至太子中庶子。499年，徐孝嗣计划废掉昏暴的皇帝萧宝卷，事发后，徐演和徐孝嗣一起被赐死。史书没有记载之後武康公主生卒的信息。